# Scafati
Scafati est une ville italienne de la province de Salerne, dans la région Campanie.

## Administration
| Période                                  | Période | Identité | Étiquette | Qualité |
| ---------------------------------------- | ------- | -------- | --------- | ------- |
|                                          |         |          |           |         |
| Les données manquantes sont à compléter. |         |          |           |         |

### Hameaux
Bagni, Mariconda, San Pietro, Marra-Zaffaranelli, Trentuno, San Vincenzo-Ventotto, San Antonio Vecchio.

### Communes limitrophes
Angri, Boscoreale, Poggiomarino, Pompei, San Marzano sul Sarno, San Valentino Torio, Sant'Antonio Abate, Santa Maria la Carità.